# Drummond (New Brunswick)
Drummond ist ein Dorf (Village) im Victoria County in der kanadischen Provinz New Brunswick mit 737 Einwohnern (Stand: 2016). 2011 betrug die Einwohnerzahl 775. Die überwiegende Mehrheit von ihnen spricht Französisch.

## Geografie
Drummond schließt sich an das westlich gelegene Grand Falls an, wird im Westen von der New Brunswick Route 2 tangiert sowie vom Saint John River begrenzt. Zehn Kilometer südöstlich liegt Plaster Rock. Edmundston befindet sich in einer Entfernung von 65 Kilometern im Nordwesten. Die Grenze zum US-Bundesstaat Maine ist nur rund zehn Kilometer in westlicher Richtung entfernt.

## Geschichte

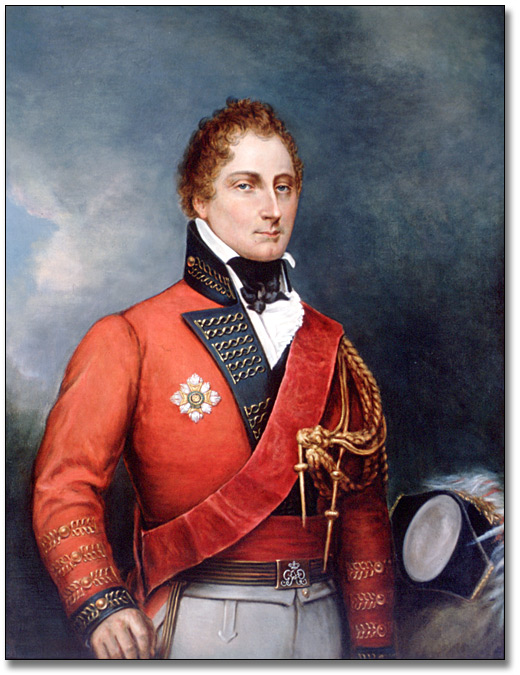
Gordon Drummond

Um 1850 ließen sich Siedler aus Irland in der Gegend nieder. Da die Umgebung eben und der Boden fruchtbar waren, entwickelte sich der Anbau und der Vertrieb von Kartoffeln zur Hauptlebensgrundlage für die Einwohner. Dies ist bis heute so geblieben. Das Motto des Ortes bezieht sich ebenfalls auf die Kartoffelpflanze und lautet Vivat, Floreat, Crescat, was „Möge sie leben, wachsen und gedeihen“ bedeutet. Die Kartoffelpflanze ist auch im Zentrum des Ortswappens dargestellt.
Der Name des Ortes wurde um 1860 zu Ehren von Gordon Drummond, dem britischen Offizier und Kolonialadministrator in Kanada gewählt. Nach 1870 ließen sich auch viele Siedler aus Frankreich in Drummond nieder, deren Nachkommen heute den überwiegenden Einwohneranteil stellen. 1911 wurde die Canadian National Railway Bridge gebaut, die den Salmon River in einer Höhe von 65 Metern überspannt und die Infrastruktur des Ortes nachhaltig verbesserte.
1967 erhielt der Ort den Status Village.

## Söhne und Töchter der Stadt
- Ron Turcotte, Jockey, Gewinner der U.S. Triple Crown